# ۴۵ عقاب
۴۵ عقاب یک ستاره است که در صورت فلکی عقاب قرار دارد.